# Pterocactus gonjianii
Pterocactus gonjianii är en kaktusväxtart som beskrevs av R. Kiesling. Pterocactus gonjianii ingår i släktet Pterocactus och familjen kaktusväxter. Inga underarter finns listade i Catalogue of Life.

## Bildgalleri

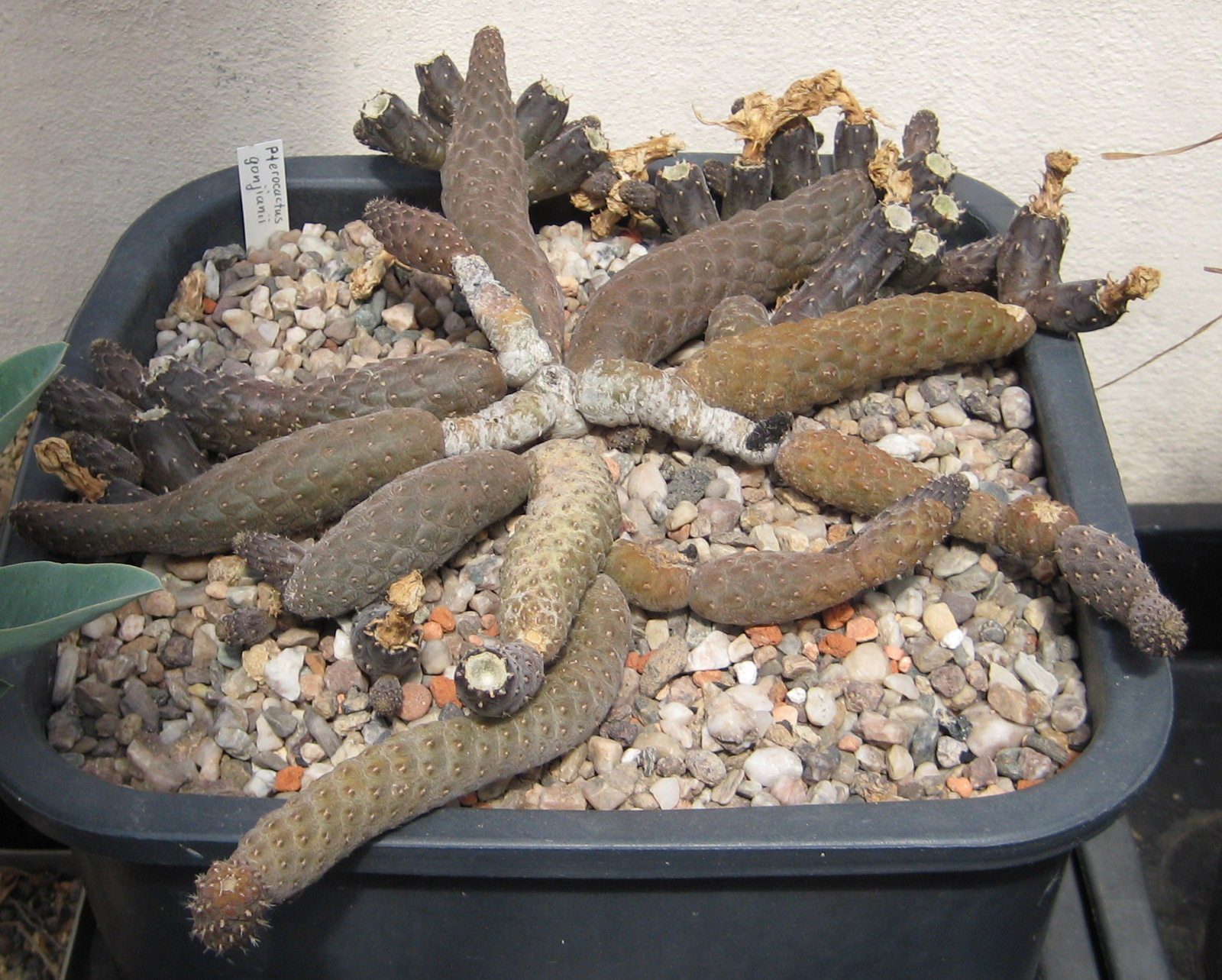
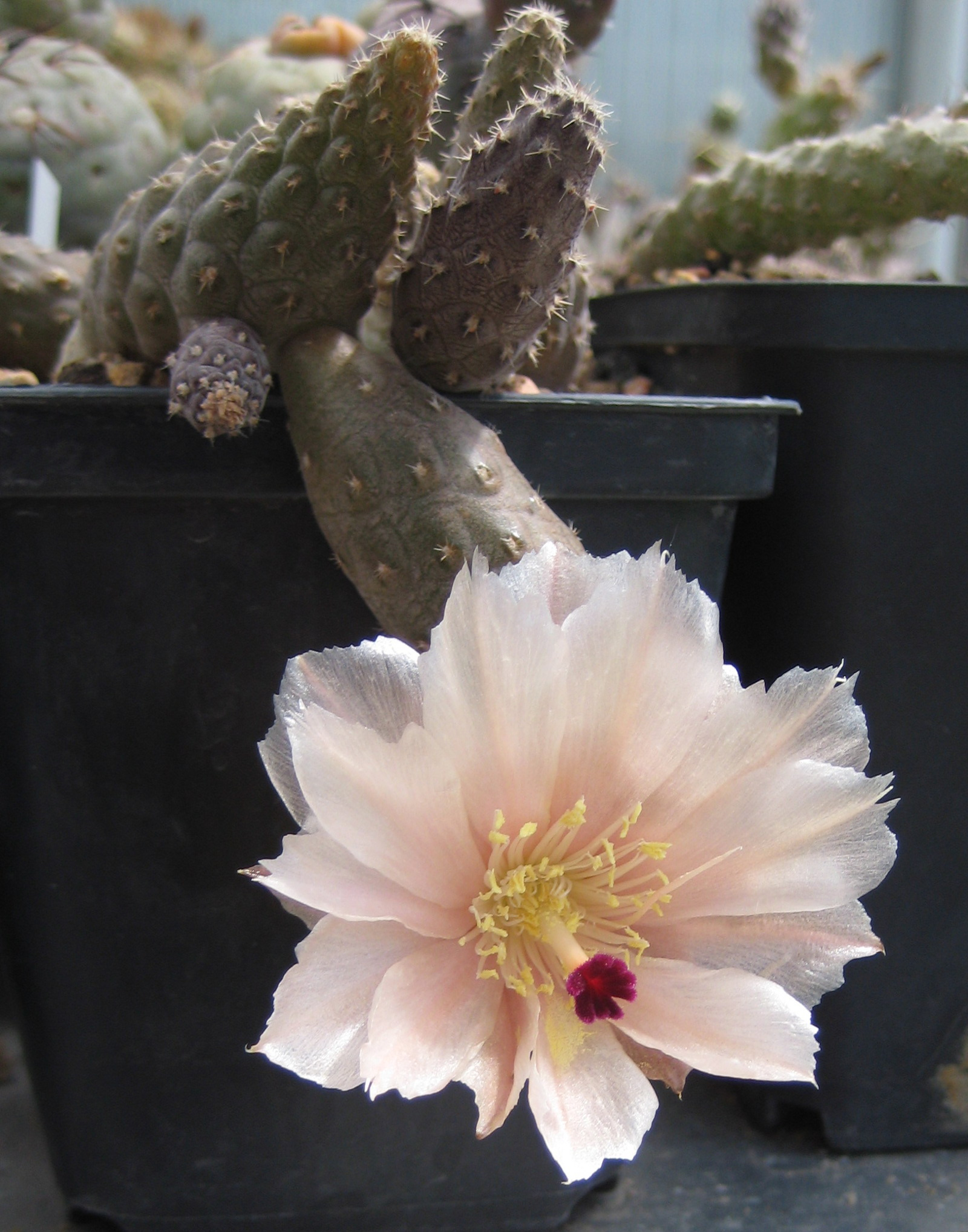